# توفند نیت
توفند نیت (انگلیسی: Hurricane Nate) یک توفند دریایی فعال است که صبح روز یکشنبه ۸ اکتبر ۲۰۱۷ به منطقه دهانه رودخانه می‌سی‌سی‌پی واقع در ایالت لوئیزیانا رسیده‌است. احتمال می‌رود شهر نیواورلئان لوئیزیانا به دلیل پایین‌تر بودن از سطح دریا، در مسیر توفان قرار داشته باشد. این توفند در نیکاراگوئه، کاستاریکا و هندوراس و کوبا باعث تلفات شد و از بخش‌هایی از مکزیک نیز عبور کرد .  این توفند تاکنون باعث مرگ دست کم ۳۸ نفر شده‌است.
نیت پس از «هاروی» و «ایرما» سومین توفند دریایی در عرض شش هفته است که به ایالات متحده آمریکا می‌رسد.

## سرعت توفند
این توفان در اوایل روز ۷ اکتبر، از خلیج مرکزی مکزیک حرکت کرد. مرکز ملی طوفان آمریکا اعلام کرده این توفند با سرعت وزش بادهای پایدار ۱۴۰ کیلومتری به سمت آمریکا در حرکت بود اما روز یکشنبه ۸ اکتبر سرعت آن کاهش یافت و به توفان استوایی تبدیل شد. سطح فعلی توفند درجه یک اعلام شده‌است.

## هشدار در چهار ایالت
چهار ایالت جنوبی آمریکا شامل لوئیزیانا، می‌سی‌سی‌پی، آلاباما و فلوریدا در معرض تهدید این توفان قرار دارند؛ و هم‌اکنون در بخش‌هایی از این ایالت‌ها حالت اضطراری اعلام شده‌است.
جان بل، فرماندار لوئیزیانا، در این ایالت حالت اضطراری اعلام کرد.

## خسارت‌ها
طی هفتهٔ اول اکتبر ۲۰۱۷ این توفند در نیکاراگوئه، کاستاریکا، هندوراس و کوبا خساراتی به بار آورد و باعث مرگ حداقل ۳۸ نفر شده‌است.

## اقدامات
- دونالد ترامپ، رئیس جمهوری آمریکا، در ایالت می‌سی‌سی‌پی حالت اضطراری اعلام کرده‌است. با این تصمیم ریاست جمهوری نهادهای فدرال برای کمک به دولت ایالتی و مردم وارد صحنه خواهند شد.[۲]